# Кајмакам
Кајмакам (арапски - Kajmékäm) ili Кајмекам је управник казе, најниже административне јединице Османског царства. Такође може бити заступник везира или валије.

## Етимологија
Кајмакам је турцизам. Потиче од две арапске речи кајм (арап. قائم), што значи „стоји"; и макам (арап. مقام), што у буквалном преводу значи „место“, али у овом контексту означава „позицију“ или „државу“. Према томе се може закључити да је реч кајмакам у Османском царству била именица која је означавала државног чиновника који је био сматран представником, или оним који „стоји уместо“ султана на локалном нивоу. Данас, реч кајмакам једноставно означава представника државе на локалном нивоу.